# Konstantinos Papadakis

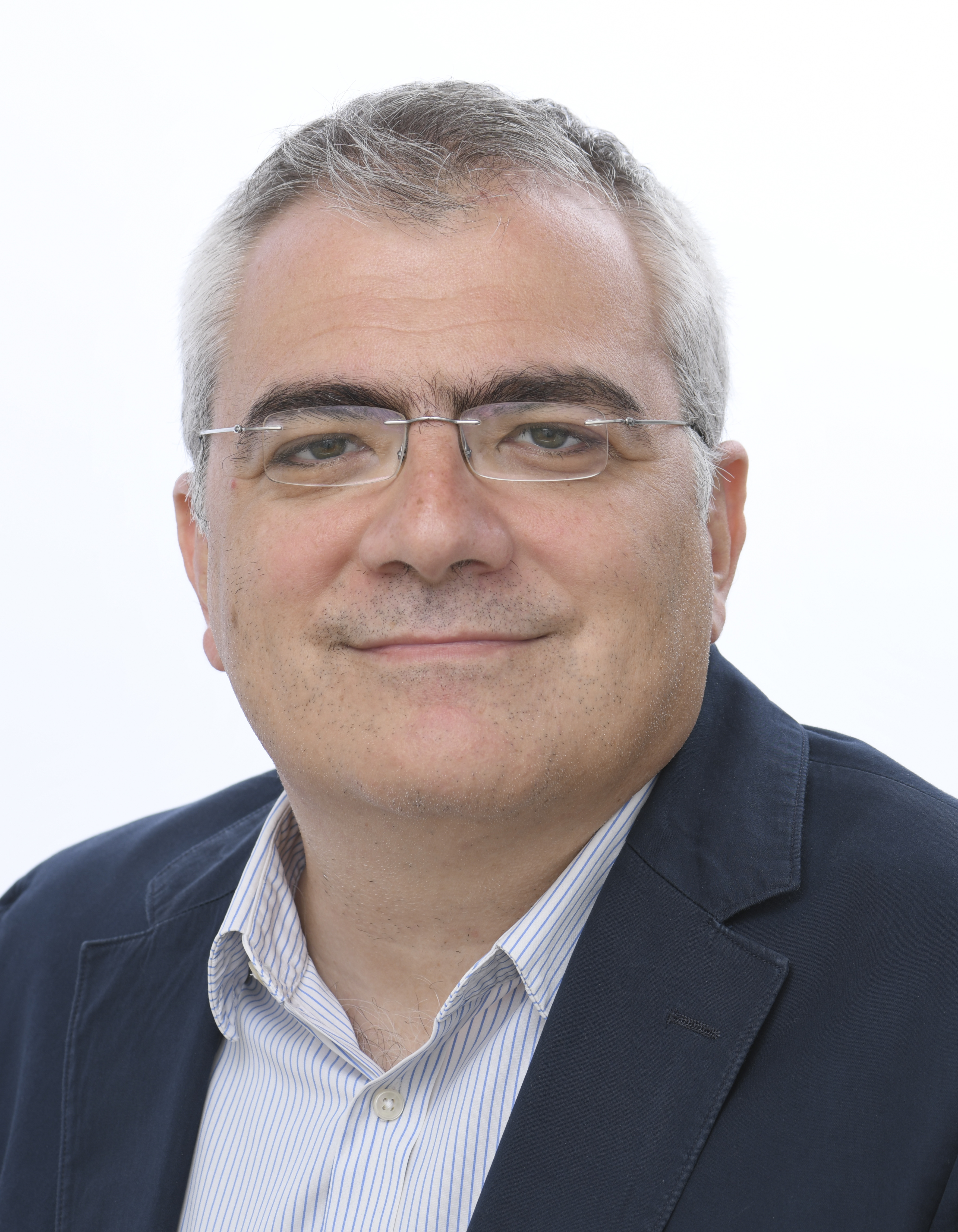
Konstantinos Papadakis (2024)

Konstantinos Papadakis (griechisch Κωνσταντίνος Παπαδάκης, * 18. April 1975 in Athen) ist ein griechischer Politiker der Kommunistischen Partei Griechenlands. Er ist seit 2014 Abgeordneter im Europäischen Parlament. Dort ist er Mitglied im Ausschuss für regionale Entwicklung, in der Delegation für die Beziehungen zum Palästinensischen Legislativrat und in der Delegation in der Parlamentarischen Versammlung der Union für den Mittelmeerraum.